# Nimrod (album)
För andra betydelser, se Nimrod (olika betydelser).
Nimrod är Green Days femte studioalbum, utgivet 14 oktober 1997.

## Låtlista
Alla texter är skrivna av Billie Joe Armstrong och all musik av Green Day.
1. "Nice Guys Finish Last" (2:49)
2. "Hitchin' a Ride" (2:51)
3. "The Grouch" (2:12)
4. "Redundant" (3:17)
5. "Scattered" (3:02)
6. "All the Time" (2:10)
7. "Worry Rock" (2:27)
8. "Platypus (I Hate You)" (2:21)
9. "Uptight" (3:04)
10. "Last Ride In" (3:47)
11. "Jinx" (2:12)
12. "Haushinka" (3:25)
13. "Walking Alone" (2:45)
14. "Reject" (2:05)
15. "Take Back" (1:09)
16. "King for a Day" (3:13)
17. "Good Riddance (Time of Your Life)" (2:34)
18. "Prosthetic Head" (3:38)